# Sybra subpalawana
Sybra subpalawana är en skalbaggsart som beskrevs av Stefan von Breuning 1969. Sybra subpalawana ingår i släktet Sybra och familjen långhorningar.
Artens utbredningsområde är Filippinerna. Inga underarter finns listade i Catalogue of Life.